# Nederlandsche Kinderbond

Onderschrift op foto: Mejuffouw Marie Jungius en een harer clubjes van den Nederlandschen Kinderbond. Foto: W.F. Vinkenbos (1831-1896) en C.M. Dewald (1868-1923).

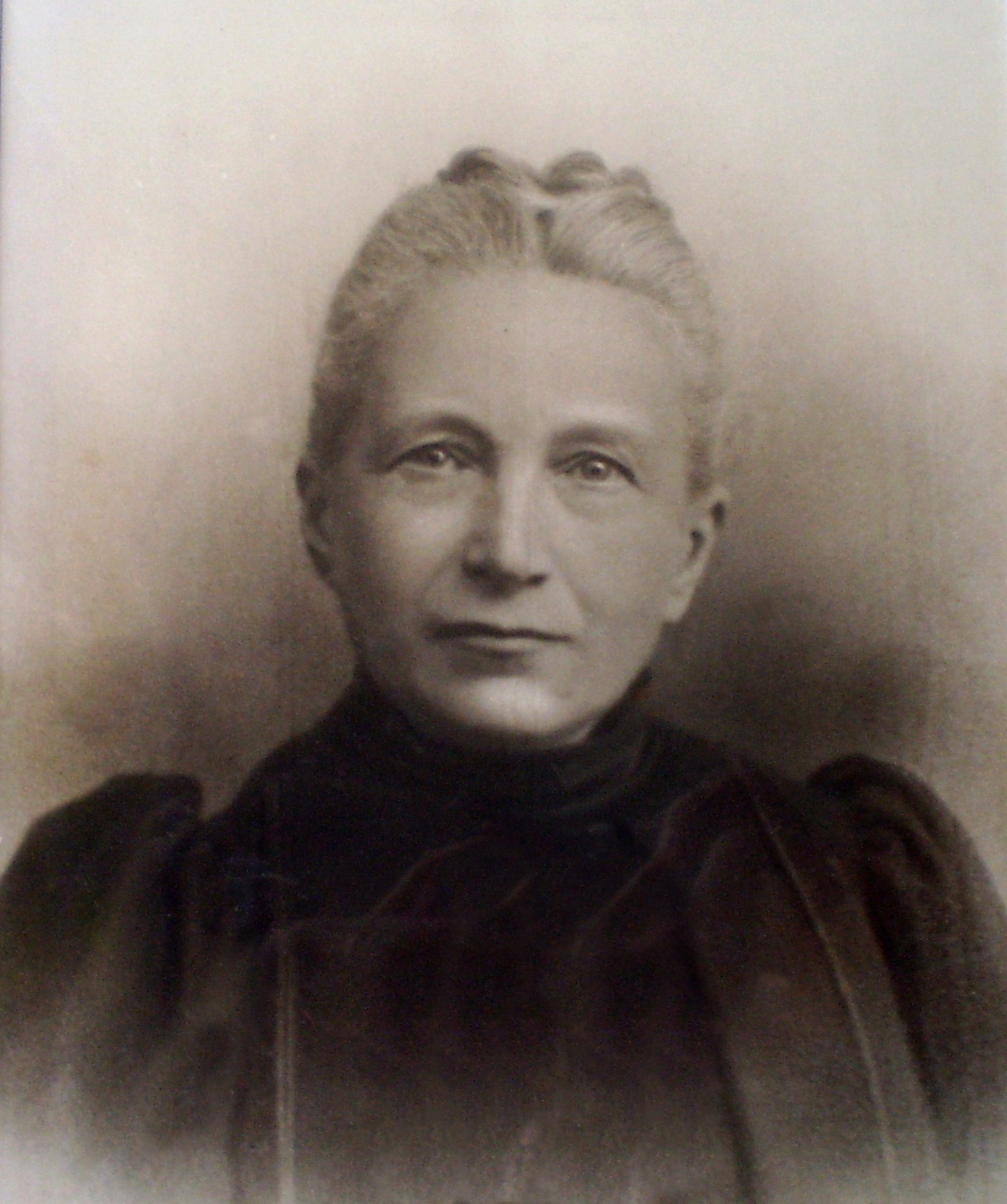
Oprichtster C.C.A. van der Hucht-Kerkhoven

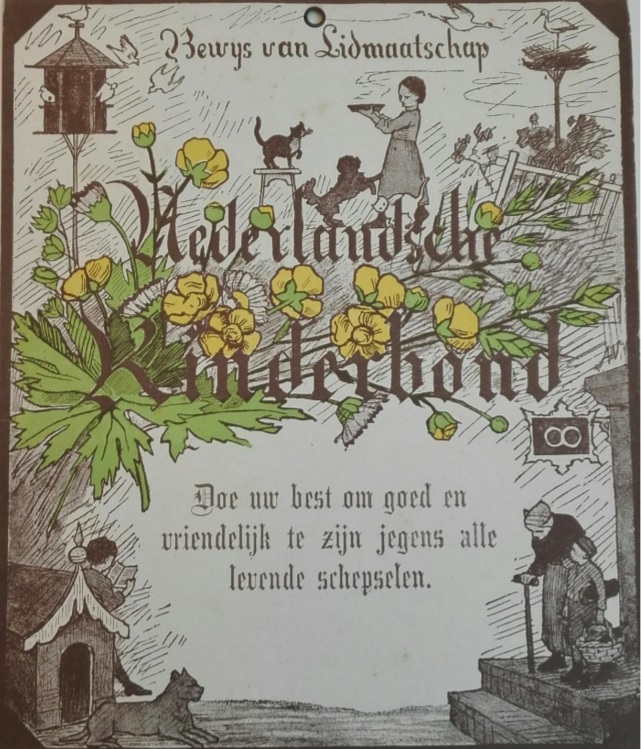
Bewijs van lidmaatschap

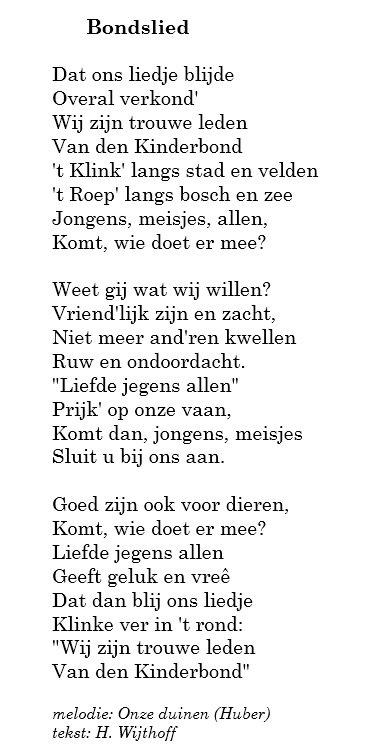
Bondslied

De Nederlandsche Kinderbond was een organisatie met als doel ‘reeds bij de kinderen rechtvaardigheid en medegevoel jegens al wat leeft aan te kweeken en ruwheid en baldadigheid tegen te gaan’. De bond kan als een van de voorlopers van de Kinderbescherming worden gezien.

## Comité
Reeds in 1889 werd een verzoek van de afdeling van de Nederlandsche Kinderbond voor een subsidie van f 200 en het kosteloos gebruik mogen maken van een schoollokaal door de gemeente Amsterdam afgewezen.
In 1891 werd door een voorlopig comité een oproep verspreid waarin opgeroepen werd om een Nederlandse Kinderbond op te richten. Dit in de geest van de Bands of Mercy zoals die in Engeland en Amerika bestonden. Anders dan de Bands of Mercy had de Kinderbond geen uitgesproken christelijk karakter, maar koos voor een algemene vereniging. Ook was de Kinderbond niet aan school gebonden. Het streven was erop gericht 'humaniteit, rechtvaardigheid en barmhartigheid aan de jeugd in te prenten'. 'Allen zullen overtuigd zijn dat het hier een algemeen belang geldt maar ook in het bijzonder een Amsterdams belang. Laffe plagerijen, al te ruwe vechtpartijen, dierenmishandeling en allerlei baldadigheden komen ook in Amsterdam helaas, al te veelvuldig voor. Daarentegen wil de Kinderbond strijden door humaniteit, barmhartigheid en gevoel voor recht bij het opkomend geslacht aan te kweeken, door liefde en medelijden te stellen in de plaats van spotzucht en ongevoeligheid'. Dit comité bestond uit initiatiefneemster Caroline van der Hucht uit Scheveningen, Marie Jungius, een voorvechtster van vrouwenrechten, en de dames S.H. Arntzenius-Johnstone en A.H. Pierson-Van Goudoever te Amsterdam.
De eerste bijeenkomst van de Kinderbond was op 29 december 1892 met ongeveer 30 kinderen in de bovenzaal van De Vrije Gemeente in Amsterdam. Daarna werden om de week of om de twee weken bijeenkomsten gehouden van clubjes van tien tot vijftien kinderen, die om de twee weken bij elkaar kwamen in 'gezellige tuin- en huiskamers'.

## Activiteiten
De vrouwelijke commissieleden die de clubjes leidden, lazen de kinderen voor, vertelden, bekeken platen met hen, zongen liedjes en namen hen mee op wandelingen, alles met het doel 'de oogen der kinderen te openen'. Dit gebeurde onder het motto van op eenvoudige, begrijpelijke, echt huiselijke manier door gesprekken, vertellingen en platen zien volgens mevrouw Van der Hucht in een ingezonden brief naar de Haagsche Courant. Latere activiteiten waren knutselen en handwerken en het verzorgen van een eigen tuintje. De verschillende afdelingen vulden de doelstelling voor een deel zelf in. Zo werden door Haagse kinderen gemaakte werkjes geschonken aan Haagse ziekenhuizen. Sommige afdelingen gaven als thuiswerk ook fröbelwerk en slöjd mee om ook buiten de cluburen invloed op de kinderen te hebben. Tot de activiteiten behoorde ook het keuren van eigen gekweekte planten, mede opdat de kinderen hun tijd niet verkeerd zouden doorbrengen.
Meerdere afdelingen hadden de beschikking over een School- en Werktuin. Ook werd samenwerking gezocht met bestaande School en Werktuinen. In 1920 kreeg de bond de beschikking over een vakantiehuisje in Gennep. Hier konden jaarlijks groepjes van de verschillende afdelingen 10 dagen per jaar logeren. Bij meerdere gelegenheden werd het Bondslied gezongen. De tekst daarvoor was gemaakt door Henriëtte Wijthoff.

## Doel
Het lidmaatschap stond open zonder onderscheid van stand of gezindte.
Bij hun lidmaatschap legden de kinderen een gelofte af: "Ik zal mijn  best doen om goed en vriendelijk te zijn jegens alle levende schepselen en ik zal niets moedwillig bederven of vernielen". Al begin 1892 bedroeg het ledenaantal 250. Kinderen die meerdere malen waren geweest kregen een kaart mee naar huis om op te hangen met de tekst: 'Doe uw best om goed en vriendelijk te zijn jegens alle levende schepselen' en 'Draagt uw lichtje uit'. De doelstellingen van de Nederlandsche Kinderbond werden vanaf 1913 uitgedragen door de humanitaire Engendaalschool in Soest.

## Ontwikkeling
In 1895 worden de statuten voor de Kinderbond gepubliceerd in de Staatscourant : De Bond tracht haar doelen te bereiken door het houden van bijeenkomsten van kleine clubjes, het verspreiden van goede lectuur, het afleggen van huisbezoeken en het geven van goede raad waar dat nodig mocht blijken te zijn. Afdelingen konden worden opgericht als er 10 kinderen waren. Op plaatsen waar geen afdelingsbestuur kon worden gevormd, kon aan belangstellenden een correspondentschap worden verleend. De jaarlijkse vergadering werd bij toerbeurt gehouden in de verschillende afdelingen.
In 1895 had de afdeling Amsterdam van de Kinderbond al ruim 400 leden die verdeeld waren in 22 clubjes. Voorzitter van die eerste afdeling was Henriëtte Wijthoff. Inmiddels was ook een Haagse afdeling opgericht. Een aantal van de Haagse kinderen werd in staat gesteld om Tekenlessen te volgen. In 1899 telde de Kinderbond tien afdelingen. De Kinderbond was aangesloten bij de Nationale Vrouwenraad. Een van de bondsleden werd dan ook afgevaardigd naar bijeenkomsten van deze Vrouwenraad. 
In 1899 verscheen de toespraak die bondsvoorzitter Suze Groshans op het Congres over Maatschappelijk Werk van de Nationale Tentoonstelling van Vrouwenarbeid had gehouden in druk onder de titel De Nederlandsche Kinderbond en de eenheid van alle humanitair streven. In dit werk dat bekend werd als 'het roze boekje' stond ook het Bondslied afgebeeld. Dit lied met tekst van Henriette Wijthoff was gemaakt op de melodie van 'Onze duinen'. De afdeling Den Haag telde in 1900 35 clubjes van 10 kinderen Eind 1900 werd een afdeling Scheveningen van de Haagse afdeling afgesplitst. Er traden meteen 180 kinderen toe. In 1901 telde de bond zo'n 1200 leden, verdeeld over 13 afdelingen en 5 correspondentschappen. Er bestonden ook plannen om in Nederlands Indië een Kinderbond op te richten. In 1908 was het aantal kinderen dat lid was gestegen tot bijna 1500 kinderen. Hoewel de Kinderbond openstond voor alle gezindten waren van de 1495 kinderen 1305 protestants, 45 Israëlitisch en 145 katholiek. Dit werd geweten aan het feit dat er geen katholieke leidsters waren en er ook katholieke verenigingen waren opgericht voor gelijke werking als de Kinderbond. Het aantal leden bleef stijgen, zo waren er in 1911 al 21 afdelingen. In 1919 werd deelgenomen aan de Tentoonstelling "Opvoeding van de jeugd boven den leerplichtige leeftijd" met driedaags congres. Op het hoogtepunt had de bond ongeveer 30 afdelingen.

## Organisatie

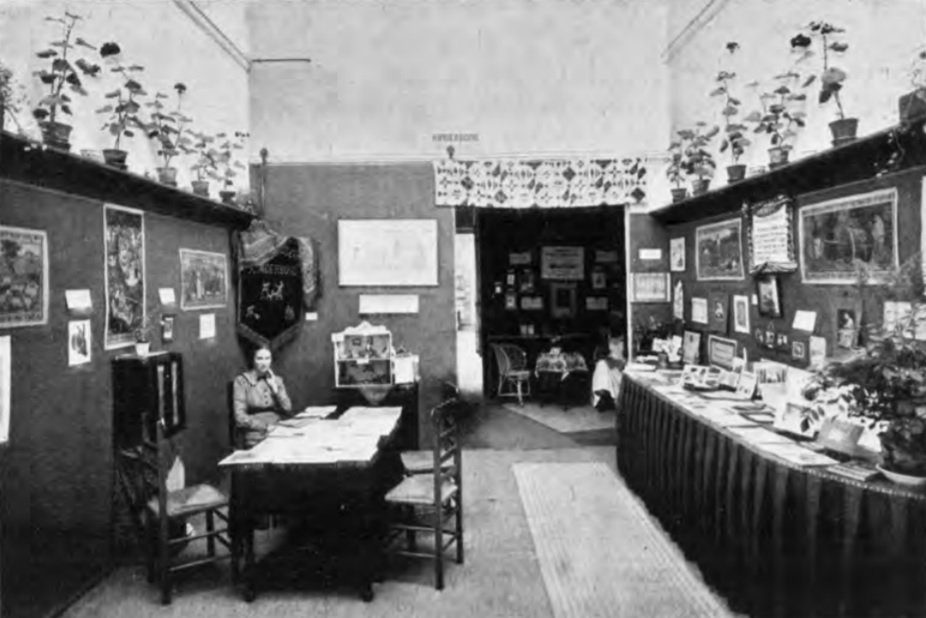
Presentatie van de Nederlandsche Kinderbond op de Nationale Tentoonstelling van Vrouwenarbeid in 1898

Het hoofdbestuur was gevestigd aan de Surinamestraat 38 in Den Haag.
Om de diverse afdelingen te informeren verscheen maandelijks het Correspondentieblad. Naast afdelingsnieuws bevatte dit voorlichting over kinderboeken in de vorm van boekenlijsten en recensies voor de kinderbibliotheken. De boeken werden verkregen door toezendingen of door aankoop. De boeken werden vooraf gelezen door het bestuur en de leidsters met het oog op de doelstelling van de bond. In 1906 wendden daarom enkele uitgevers van kinderboeken zich tot de bond om nieuwe kinderboeken te beoordelen voordat zij uitgegeven werden. Bij het 25- jarig bestaan tijdens de Eerste Wereldoorlog werd besloten om 'Oorlogszuchtige, wraakzuchtige boeken of tafereelen' uit de bibliotheek te weren. Ook godsdienstige kleuring was niet gewenst, omdat de bond openstond voor alle gezindten. De periodiek aftredende hoofdbestuursleden Van der Hucht, Groshans en Wijthoff werden in 1900 herkozen. Samen met de besturen van 'Maatschappelijke Belangen' en 'Vrede door recht' werd in Delft de Vredesdag gevierd.
Een voortdurend punt van zorg was het vinden van voldoende goede leidsters. De afdeling Amsterdam alleen al telde in 1906 bijna 300 kinderleden, verdeeld over 16 afdelingen en twee correspondentschappen. Ook de financiële situatie was een blijvend punt van zorg. Naast het lidmaatschap van de kinderen waren er ook contribuerende leden. Via bazaars, kunstmarkten en verkregen legaten werd steeds getracht een sluitende begroting te krijgen. Zo hield de Haagse afdeling in 1927 een Nederlandse en Indische kunstmarkt. In 1907 nam de bond deel aan het Congres voor Kinderbescherming van de Nationale Vrouwenraad. In 1912 werd toegetreden tot de Tuchtunie.
In de jaren daarna waren er veel meer verwante overlegpartners, zoals de 'Bond ter behartiging van de belangen van het Kind. Hierin zaten afgevaardigden van Volksonderwijs, de Rein Leven beweging, Vereniging van Onderwijzeressen in Handwerken, Nederlandse Vegetariërsbond, geheelonthoudersverenigingen, het Museum voor Ouders en Opvoeders, Vereniging van Onderwijzers en Artsen en de Tucht-Unie, de Vereniging van Vrijzinnige Zondagsscholen in Nederland het NIOG en het Nederlands Jeugdleiders Instituut.
In juni 1915 sloot de Kinderbond zich aan bij de Nederlandse Anti-Oorlogsraad (NAOR). Een jaar later richtte de bond zich tot de gemeenten met het verzoek om verordeningen ter bestrijding van de rookgewoonten van kinderen. In 1924 telde de Nederlandsche Kinderbond 17 afdelingen.
In de crisisjaren liep de belangstelling terug. De afdeling Arnhem sloot in 1930 bijvoorbeeld door gebrek aan leidsters. In 1931 constateerde bondsvoorzitter Suze Groshans dat de grondgedachte van de bond, dierenbescherming en vredesgedachte, steeds meer door andere organisaties waren overgenomen. Zo verleende de Haagse bond samen met de Nederlandse Vereniging Schoonheid in Opvoeding in Onderwijs steun aan het tot stand komen van de Jeugdleeszaal aan de Colenzostraat.
Het batig saldo van het vakantiehuisje in Vennep was in 1924 te danken aan een geschonken legaat, maar in 1925 werd besloten om het huisje te verkopen wegens de oplopende tekorten. De jaren daarna werd een vakantiehuisje aan het Uddelermeer gehuurd zodat de kindervakantieweken door konden gaan. In 1936 wordt op de jaarlijkse vergadering uitgekeken naar een in de maak zijnde dierenbeschermingswet waarmee een van de doelstellingen van de Kinderbond dichterbij kwam. In de crisisjaren kreeg de bond het steeds moeilijker. Voorzitster van het eerste uur, Suze Groshans, moest door haar leeftijd stoppen met haar functie. In 1938 gaf bibliothecaris Felix Ortt aan dat de belangstelling voor bond terugliep mede doordat andere jeugdorganisaties hetzelfde werk als de Kinderbond hadden aangepakt. Voorbeelden daarvan was de Kinderbond voor Dierenbescherming,  'De Merel' in Soest en het Kinderhuis 'Zonnehoek' in Laren. Ortt wilde de humanitaire gedachte veiligstellen door die bij die andere organisaties onder te brengen.